# Roberto Di Donna
Roberto Di Donna (Rome, 8 september 1968) is een Italiaans olympisch schutter.
Roberto Di Donna nam als schutter viermaal deel aan de Olympische Spelen; in 1988, 1992, 1996 en 2000. In 1996 won hij goud op het onderdeel 25 meter pistool en brons op het onderdeel 50 meter pistool. 
| Olympische resultaten | Olympische resultaten | Olympische resultaten | Olympische resultaten | Olympische resultaten | Olympische resultaten |
| Evenement             | 1988                  | 1992                  | 1996                  | 2000                  |                       |
| --------------------- | --------------------- | --------------------- | --------------------- | --------------------- | --------------------- |
| 50 meter pistool      | 23ste 554             | 22ste 553             | Brons · 569+92.8      | 7de 560+97.3          |                       |
| 10 meter luchtpistool | —                     | 8ste 581+97.5         | Goud · 585+99.2       | 6de 581+99.5          |                       |

1988: Tanjoe Kirjakov ·
1992: Wang Yifu ·
1996: Roberto Di Donna ·
2000: Franck Dumoulin ·
2004: Wang Yifu ·
2008: Pang Wei ·
2012: Jin Jong-oh ·
2016: Hoàng Xuân Vinh ·
2020: Javad Foroughi ·
2024: Xie Yu